# 1093
Anul 1093 (MXCIII) a fost un an al calendarului iulian.

## Evenimente
- 6 martie: Numit arhiepiscop de Canterbury, Anselm intră în conflict cu regele William al II-lea Rufus al Angliei, pe chestiunea învestiturii acordate episcopilor.
- 26 mai: Bătălia de pe râul Stugna. Cumanii distrug armata cnejilor kieveni Sviatopulk al II-lea și Vladimir Monomahul.
- 22 septembrie: Devenit rege al Norvegiei, Magnus al III-lea jefuiește insulele Hebride, Man și Anglesey.
- 13 noiembrie: Bătălia de la Alnwick. Regele Malcolm al III-lea al Scoției este înfrânt și ucis de către forțele regelui William al II-lea al Angliei.

### Nedatate
- iulie: Asediat de opt luni de zile, castelul Cebolla este cucerit de către trupele Cidului; în drum spre Valencia, acesta mai ocupă de la mauri foburgurile Villanueva și Alcudia ale Valenciei; stăpânul orașului, cadi-ul Ibn Yahhaf, intră în negocieri și renunță la alianța cu almoravizii.
- Generalul bizantin Manuel Boutoumites reprimă răscoala guvernatorului Ciprului, Rapsomates.
- Henric de Burgundia se căsătorește cu fiica regelui Alfonso al VI-lea al Castiliei, Teresa de Leon, primind ca dotă comitatul Portugaliei.
- Prințul sârb de Rascia, Vukan ocupă de la bizantini orașul Lipljan, pe care îl incendiază.
- Trecând în tabăra contesei Matilda și a soțului acesteia, Welf al II-lea, după retragerea tatălui său, împăratul Henric al IV-lea în Germania, Conrad încheie o alianță cu aceștia și cu orașele Milano, Lodi, Cremona și Piacenza, care prefigurează viitoarea "Ligă lombardă"; Conrad se încoronează la Monza ca rege al Italiei, iar papa Urban al II-lea revine la Roma.
- Trupele creștine din Spania, comandate de nobilul Rodrigo Diaz de Bivar (supranumit, Cidul), încep asediul asupra Valenciei.
- Zachas, emir de Smyrna, supune Abydos unui asediu, însă este constrâns să se retragă în fața generalului bizantin Constantin Dalassenos; pe drumul de întoarcere, este invitat la un banchet de către Kilidj-Arslan, sultanul selgiucid de Rum, aliat secret al împăratului Alexios I Comnen, și este ucis.

## Arte, științe, literatură și filozofie
- Este construită catedrala Sfântul Canut, din Odense, în Danemarca.
- Este fondată Abația Maria Laach, situată lângă lacul Laach în regiunea Eifel pe teritoriul Germaniei de azi.
- Încep lucrările la catedrala din Durham, în Anglia.
- Se construiește castelul Carlisle, din Anglia.

## Înscăunări
- 6 martie: Anselm, ca episcop de Canterbury.
- 13 aprilie: Sviatopulk al II-lea, mare cneaz de Kiev (1093-1113).
- 22 septembrie: Magnus al III-lea, rege al Norvegiei (1093-1103).
- 13 octombrie: Robert al II-lea, conte de Flandra (1093-1111).
- 13 noiembrie: Donald al III-lea, rege al Scoției (1093-1098)
- Henric de Burgundia, conte de Portugalia.

## Nașteri
- Conrad al III-lea de Hohenstaufen, împărat romano-german (d. 1152)
- Roger al II-lea, rege al Siciliei (d. ?)
- Thiebaud al II-lea, conte de Champagne (d. 1151)
- Geoffroi de Vendome, abate și scriitor francez (d. 1132)

## Decese
- 13 aprilie: Vsevolod I, cneaz de Kiev (n. 1030)
- 30 iulie: Berta de Olanda, regină a Franței (n. ?)
- 29 august: Hugue I, Duce de Burgundia (n. 1057)
- 22 septembrie: Olaf al III-lea al Norvegiei (n. 1050)
- 13 octombrie: Robert I Frizonul, conte de Flandra (n. ?)
- 13 noiembrie: Malcolm al III-lea al Scoției (n. 1031)
- 16 noiembrie: Margareta de Wessex, regină a Scoției (n. 1045)
- Bertrand al II-lea, conte de Provence (n. ?)
- Gao, regentă în China dinastiei Song (n. ?)